# Sondre Justad
Sondre Justad, född 15 oktober 1990, är en norsk sångare och låtskrivare, uppväxt i Henningsvær i Lofoten. Justad släppte sitt debutalbum 2015. Han sjunger på nordlandsdialekt och är också känd för att engagera sig i miljödebatten och i politiska frågor.
Justad gick på musiklinjen vid Bodø videregående skole. Han gav ut musik lokalt som 16-åring. År 2014 skrev han kontrakt med Petroleum Records och fick en radiohit med "Nu har du mæ". Framgångarna fortsatte med "Det e over", "Tilbake" och speciellt "Riv i hjertet" år 2015. Albumet, Riv i hjertet, kom också 2015 och nådde en sjätteplats och 117 veckor på VG-lista. Den blev nominerad till Spellemannprisen.
Justad fick år 2016 ytterligare en radiohit med "Tida vi bare va" och år 2017 med "Ingenting" och "Paradis". Näste album, Ingenting i paradis, uppnådde en fjärdeplats och 27 veckor på VG-lista. Albumet, som också blev nominerat till Spellemannprisen, innehåller hans näst mest strömmade singel, "Ikke som de andre". Den singeln blev också nominerad till årets video. Han blev dessutom nominerad till årets popartist.

## Diskografi

### Album
- Riv i hjertet (2015)
- Ingenting i paradis (2018)

### Singlar/EP
- "Nu har du mæ" (2014)
- "Det e over" (2015)
- "Tilbake" (2015)
- "Riv i hjertet" (2015)
- "Tida vi bare va" (2016)
- "Ingenting" (2017)
- "Paradis" (2017)
- "Gjør det igjen" (2018)
- "Ikke som de andre" (2018)
- "Fontena på Youngstorget" (2019)

### Deltar på
- Beyond Records: Fisken, havet & kjærligheta (2014)
- RSP & Thomax: Dykkersyke (2015)